# Drawing Circles
Drawing Circles è il secondo album registrato in studio dalla metal band olandese, Textures, pubblicato dalla Listenable Records nel 2006.

## Descrizione
Una migliore registrazione, una minor presenza di sezioni ambient e una più accurata parte clean nella voce, differenzia Drawing Circles dal precedente lavoro, Polars. Questo album è segnato dal debutto alla voce di Eric Kalsbeek. Dalla traccia Millstone viene prodotto un videoclip.

## Tracce
1. Drive – 2:26
2. Regenisis – 4:57
3. Denying Gravity – 5:15
4. Illumination – 1:56
5. Stream Of Consciousness – 6:48
6. Upwards – 6:06
7. Circular – 5:13
8. Millstone – 3:42
9. Touching The Absolute – 8:07
10. Surreal State Of Enlightenment – 3:49

## Crediti
- Artwork: Bart Eric Kalsbeek e Bart Hennephof[1].
- Tecnico, produzione e missaggio: Jochem Jacobs[1].
- Tecnico e missaggio supplementare: Sander van Gelswijck[1].
- Masterizzazione: Björn Engelmann[1].
- Musiche, testi, composizione e arrangiamenti: Textures[1].
- Prodotto e missato presso lo studio della Split Second Sound ad Amsterdam[1][2].
- Masterizzato presso il The Cutting Room in Svezia[1].

## Formazione
- Eric Kalsbeek - voce
- Jochem Jacobs - chitarra, voce
- Richard Rietdijk - synths, tastiere
- Dennis Aarts - basso
- Stef Broks - batteria
- Bart Hennephof - chitarra, voce